# Olympic Club Rugby
Maillots
Actualités
L'Olympic Club Rugby est un club de rugby à XV américain créé en 1908 et évoluant en Pacific Rugby Premiership.

## Palmarès
- Finaliste de la Men's D1 Club Championship en 2011.